# Eulen- und Greifvogelstation Haringsee
Die Eulen- und Greifvogelstation Haringsee (EGS) ist eine Pflegestation von Eulen und Greifvögeln in der Gemeinde Haringsee im Bezirk Gänserndorf in Niederösterreich. Die Vogelpflegestation ist die einzige Einrichtung, in der Jungvogelfindlinge durch Ammen derselben Vogelart großgezogen werden.

## Geschichte
Die Station wurde im Jahr 1975 vom international renommierten Eulen- und Greifvogelexperten Hans Frey auf einem Privatgrundstück in Haringsee im Marchfeld gegründet und bietet mit über 70 Volieren auf einer Fläche von 12.000 m² Platz für die Betreuung verletzter und verwaister Wildtiere. Im Jahr 1998 wurde der Verein Eulen-  und  Greifvogelschutz  Österreich (EGS) gegründet, der in der Folge als Trägerverein der Einrichtung fungierte. Im Herbst 2015 wurde die Eulen- und Greifvogelstation EGS gemeinnützige Tierschutz GmbH gegründet, an der die Vier Pfoten 75 % und der Verein Eulen- und Greifvogelschutz Österreich 25 % halten.

## Tätigkeitsbereiche
Neben Erste-Hilfe-Maßnahmen befasst man sich mit der Aufzucht, Rehabilitation und Freilassung von Eulen- und Greifvögeln aus den Bundesländern Wien, Niederösterreich und Burgenland. Tiere, die aus gesundheitlichen Gründen nicht mehr in die freie Wildbahn entlassen werden können, finden dort ein Zuhause in einer tiergerechten Umgebung. Neben Vögeln werden auch Wildtiere, Feldhasen, Igel, Fledermäuse, Sumpfschildkröten und andere heimische Wildtiere versorgt und wenn möglich wieder ausgewildert.
Der Tierbestand der Station umfasste am 30. Juni 2020 895 Tiere 76 verschiedener Arten.

## Sonstiges
Im Jahr 1982 besuchte Prince Philip, Duke of Edinburgh in seiner Funktion als Präsident des WWF die Station.
Als einer der ältesten Patienten, der aus freier Wildbahn kam, gilt eine Eule, die Ende 2017 mit einem Alter von über 22 Jahre aus dem Wienerwald aufgenommen wurde.